# 田懷諫
田懷諫（802年—9世纪），魏博节度使田季安之子，生于唐德宗年间，有田怀礼、田懷詢、田懷讓等兄弟。其母元氏是昭义行军司马元誼之女。《旧唐书》说他是长子，但《新唐书》却说他是幼子。当时魏博历经田承嗣、田悦、田绪、田季安几代的藩鎮節度使，实际上已经成为独立于唐朝廷的軍閥政权。
元和七年（812年），田季安病重，杀了自己的一些部将，所部发生混乱。夫人元氏召集军将，要他们支持当时为府司马、兼御史中丞、节度副使的田懷諫为副节度使、知军府事。田季安被迁出军营，并于9月21日病逝。
田怀谏召还正装病的从祖父临清镇将田兴，复以为都知兵马使。唐宪宗及宰相李绛也希望在魏博激起兵变。宰相李吉甫商议讨伐魏博，宪宗也认为他说得对，李绛指出田怀谏年幼，不能主事，必假权于他人，他人权重则生怨，怨者必定起事生患；众人所归者必是宽厚简易且军中素所爱者，那人得立后不倚仗朝廷也不能安，建议宪宗蓄威以待，不必用兵。果然，由于田懷諫年幼不能主事，家僮蔣士則掌权，蔣士則任由个人好恶行事，数次更换大将，引发了部众的不满。十月的一天早晨，当田兴去拜见田懷諫时，士兵围住他并行礼，请求他做节度使。田兴提出条件，要求士兵不得对田懷諫不利，而且要遵守朝廷诏命，士兵答应了。田兴处死蔣士則及其党羽十余人，将田懷諫也迁出军营回其府邸。这场兵变在11月17日由宦官报告给宪宗。
田兴以魏博归顺朝廷，十一月，在安葬了田季安后，将田懷諫送往首都长安。十一月，宪宗起复时为前魏博节度副使兼马步都知兵马使的田懷諫为游击将军、守右監門衛將軍，并赐宅第一区和丰厚的刍粟等。田懷諫以后的经历和卒年在史书上没有记载。后来元稹还代山南东道节度使严绶作《代谕淮西书》，意图劝说作乱的淮西节度使吴元济学田怀谏归朝。